# Tesoro di via Alessandrina

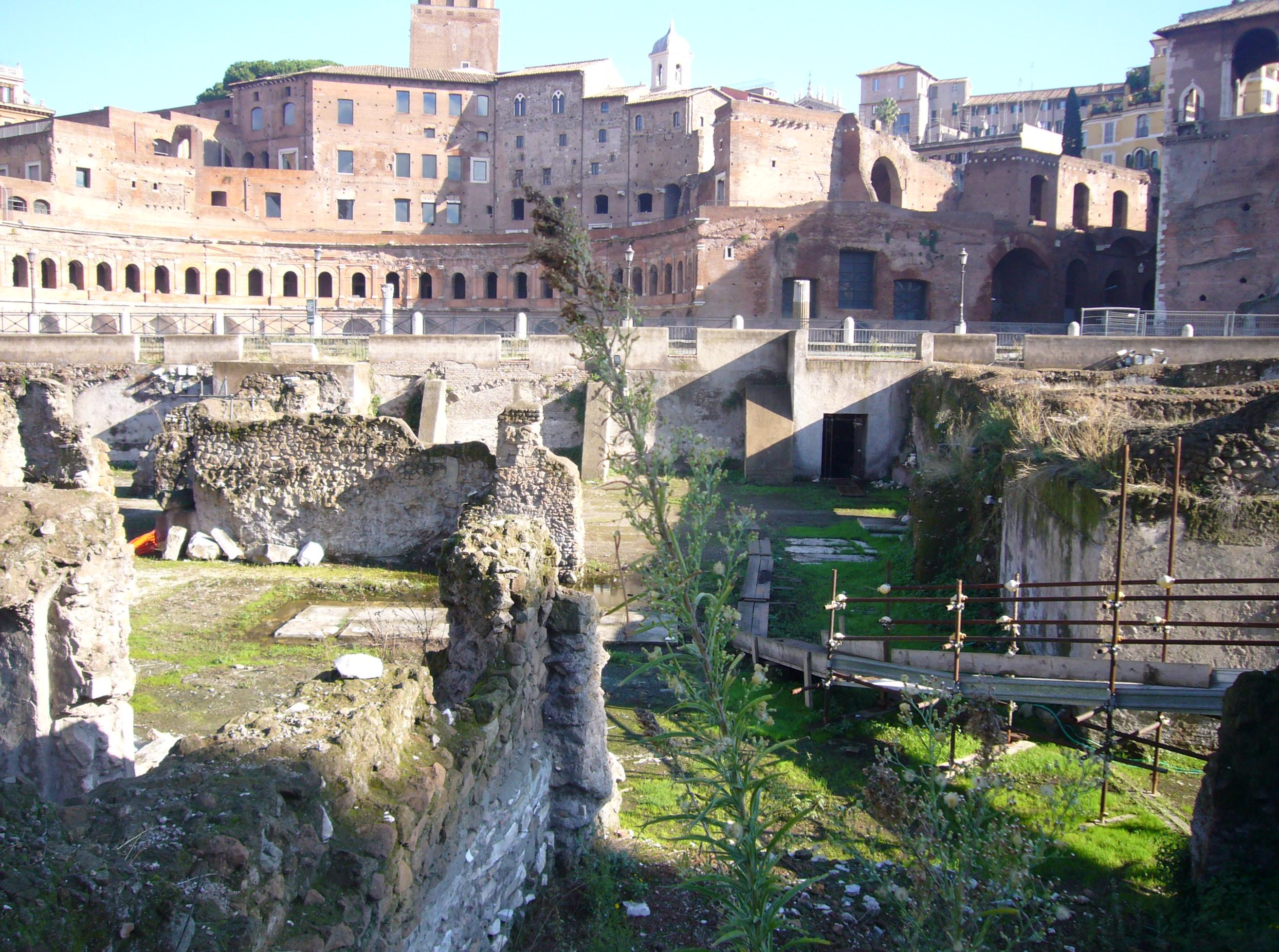
Resti degli edifici demoliti negli anni 1930 in via Alessandrina

Il ritrovamento del cosiddetto tesoro di via Alessandrina, costituito da 2 529 monete di varie epoche e provenienze e 81 monili antichi, per un totale di diciassette chili d'oro, avvenne nel 1933 durante la demolizione di un palazzo situato nel centro di Roma.
Il tesoro, celato in un nascondiglio ricavato nella parete di un appartamento al primo piano di via Alessandrina n. 101, già di proprietà dell'antiquario Francesco Martinetti e da questi abitato fino al 1895, fu al centro delle cronache dell'epoca, non solo per la rilevanza degli oggetti preziosi ritrovati, ma anche per le vicende legali che si trascinarono per anni tra coloro i quali accampavano diritti sul tesoro.

## Il rinvenimento

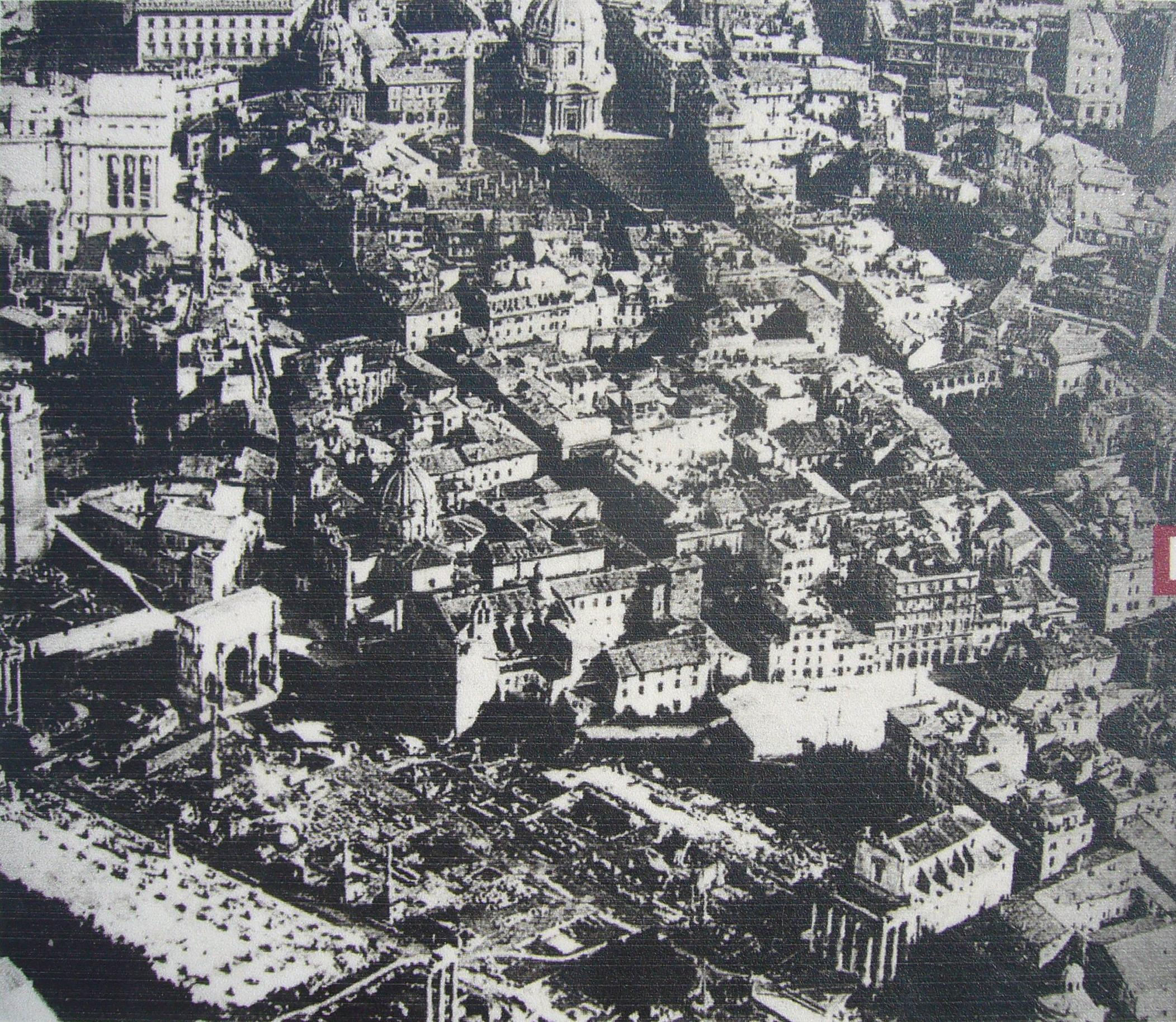
Il quartiere di via Alessandrina prima delle demolizioni (1924-32 ca.)

Il 22 febbraio del 1933 erano in corso i lavori di abbattimento di alcuni fabbricati del rione Monti, espropriati dal Governatorato di Roma per permettere la costruzione di via dell'Impero (l'attuale via dei Fori Imperiali), la monumentale arteria che avrebbe collegato il Colosseo con piazza Venezia e che avrebbe costeggiato l'area dei Fori Imperiali. Era circa l'una e mezza del pomeriggio quando un manovale, Antonio Simonetti, nel colpire una parete di un appartamento del primo piano, rimosse una lastra di ferro che sigillava un nascondiglio in cui erano occultati moltissimi rotolini di carta. Una volta aperti, per l'enorme sorpresa del Simonetti e delle altre maestranze accorse, gli involti rivelarono al loro interno monete d'oro e gioielli.
Il responsabile dei lavori avvisò la polizia che prontamente perquisì gli operai e sequestrò il tesoro; successive indagini permisero di rinvenire altri preziosi e monete tra lo sfabbrico, con buona probabilità occultati dagli operai che speravano di potersene impossessare in un secondo momento. Il peso totale del tesoro ammontava a circa diciassette chili d'oro e una minima parte di oggetti d'argento ed elettro. L'annotazione della quotazione di una delle monete, ossia un Tremisse di Onoria, riportata sulla carta di giornale che l'avvolgeva, permise di certificare la finestra temporale nella quale il tesoro fu murato, ossia tra il 1892 e il 1895; molte altre annotazioni erano trascritte sugli involti e lasciavano intendere che l'accumulo potesse avere avuto inizio nel 1866.
L'inventario redatto dalle autorità registrò 440 monete antiche, di cui 3 etrusche, 27 greche, 78 romane di età repubblicana, 117 romane di età imperiale, 54 bizantine, 12 longobarde, 64 dello Stato pontificio fino al pontificato di Clemente XIV. Altre 2 089, per un totale di dodici chilogrammi d'oro, erano di epoche più recenti, tra cui il gruppo più cospicuo era costituito dalle 1 480 monete dell'ottocento francese. La maggior parte del tesoro era costituito da oggetti di numismatica ma furono ritrovati tra di essi anche 81 gioielli antichi, alcuni di essi già appartenenti alla dispersa Collezione Ludovisi, come si ebbe modo di appurare in un secondo momento. Tra i gioielli spiccavano per quantità 72 anelli quasi tutti in ottimo stato di conservazione, distribuiti temporalmente tra il I secolo a.C. fino ai primi dell'Ottocento. Vi erano inoltre quattro medaglioni in oro con pietre dure, quattro placchette d'oro con sbalzi, un oggetto privo di pietre e una piccola scheggia d'oro successivamente smarrita.
I quotidiani, all'indomani della scoperta, ipotizzarono che il tesoro potesse essere appartenuto al defunto antiquario Francesco Martinetti che aveva abitato l'appartamento anni prima; gli stessi giornali ne calcolarono il valore in circa un milione di lire dell'epoca, (equivalente a più di un milione e centomila euro del 2014).
L'eccezionale scoperta non costituiva comunque una novità per l'epoca: alcuni anni prima, sempre nel centro di Roma, durante la sistemazione della Loggia dei Cavalieri di Rodi al Foro di Augusto, vennero alla luce circa duemila monete d'argento del 1200; l'anno precedente degli operai, durante i lavori di scavo nella Chiesa di Sant'Adriano al Foro Romano, rinvennero monete d'oro e d'argento nascoste in un tricorno da prete.
L'interesse popolare si accese sulla vicenda e i quotidiani dedicarono ampio spazio al ritrovamento, alla storia dell'antiquario nonché alle successive ed intricate vicende legali. L'eco mediatico della vicenda fu amplificato anche dalla casuale estrazione al gioco del Lotto, il sabato successivo alla scoperta, dei numeri 12, 47, 24, 62, 74 sulla ruota di Roma. Sul terno 24 "il muratore", 62 "gli anelli d'oro" e 74 "le monete" erano state puntate molte giocate e così, solo nella Capitale, furono distribuiti più di un milione di lire di premi.

## Vicende legali
Le indagini confermarono le prime ipotesi, ossia che le monete e i gioielli fossero stati nascosti da Francesco Martinetti, proprietario dell'appartamento e lì residente dal 1879 fino al 1895, l'anno della sua morte.
Già due giorni dopo la scoperta, i pronipoti del Martinetti rivendicarono la proprietà del tesoro, presentando un atto d'intimidazione e diffida al Governatorato di Roma con il quale esigevano la consegna delle monete e dei gioielli già sequestrati e di tutti i beni eventualmente rinvenuti nell'appartamento di via Alessandrina in futuro. 
C'è da dire che quarant'anni prima l'appartamento aveva già riservato delle sorprese: i legittimi eredi del Martinetti, ossia il fratello Angelo e i due nipoti, Francesco e Filippo Jacovacci, nutrendo sospetti circa l'esiguità dei beni intestati al ricchissimo parente, alla morte di questi avevano perquisito le stanze di via Alessandrina praticando fori nelle pareti senza successo fino a quando, spostando delle statue, un facchino maldestro aveva rotto il braccio a una di esse. Dall'insospettato nascondiglio fuoriuscirono 230 monete d'oro e 150 d'argento che gli eredi si spartirono. Tuttavia le ricerche dei parenti non riuscirono a portare alla luce il vero tesoro che sarebbe stato ritrovato solo nel 1933.
Subito dopo il ritrovamento molti altri si fecero avanti accampando diritti sul tesoro: l'ingegner Franciosi, figlio di Maddalena Coccia, la governante dell'antiquario, sosteneva di essere stato nominato erede universale dal Martinetti ma che alla sua morte il testamento originale fosse stato fatto sparire dai parenti dell'antiquario, ossia dal fratello Angelo o dai suoi due nipoti. Il Franciosi sosteneva che l'antiquario nutrisse per lui, allora bambino, un profondo affetto e che gli avesse rivelato che nella casa di via Alessandrina fosse custodito un tesoro. Sosteneva inoltre che l'uomo era solito recarsi in cantina da solo e che in tali occasioni non volesse essere disturbato per nessun motivo. Tali dichiarazioni fecero sospettare la presenza di ulteriori nascondigli nel fabbricato.
La versione del figlio della Coccia fu confermata da un'ignota signora della "Roma bene" in un'intervista rilasciata alla stampa; la donna sosteneva di essere diventata la fidanzata di Martinetti alla morte della moglie di quest'ultimo, la signora Camilla, ma di aver tenuta nascosta la relazione in attesa che fosse trascorso un anno. Al termine del periodo di lutto i due, lei ventisettenne e lui sessantenne, si sarebbero dovuti sposare ma non fecero in tempo. Appena due giorni prima della morte l'antiquario avrebbe rivelato alla fidanzata l'esistenza di un testamento con il quale nominava erede l'ingegner Franciosi e di un lascito a favore di orfani indigenti. Le avrebbe inoltre annunciato di averle intestata una rendita vitalizia. La ricerca di prove a conferma della stipula di tale atto, tuttavia, diedero esito negativo essendo nel frattempo, nel 1929, deceduto il notaio Francesco Gentili presso il quale sarebbe stato redatto il testamento. Non fu inoltre trovata traccia del presunto testamento né nell'archivio distrettuale, né tra le carte dei due notai succedutisi nello studio del Gentili.
Si fece quindi avanti, rivendicandone l'eredità, il commendatore Edoardo Martinetti di Valentano il quale asseriva di essere un lontano parente dell'antiquario, avendo in comune un trisavolo, tale Fabio Martinetti, un nobile trasferitosi a Roma nel 1584.
Anche il muratore, Antonio Simonetti di Arcinazzo, residente nella borgata della Marrana, avanzò diritti sul tesoro e per questo fu licenziato. Fu parzialmente risarcito con una piccolissima somma elargitagli dallo Stato quale compenso per il ritrovamento. L'avvocato dell'operaio sosteneva che nel caso del suo assistito, si doveva applicare la norma del codice civile che prescriveva che in caso di fortuito ritrovamento di beni archeologici, una rilevante percentuale andasse allo scopritore e il resto ai proprietari dell'immobile. In ogni caso la Direzione Generale Antichità e Belle Arti intervenne ponendo il fermo del tesoro, riservandosi di sequestrare il ritrovamento nel caso in cui fosse stata provata l'illegale provenienza delle monete e dei gioielli accumulati dall'antiquario nel corso degli anni.
Le autorità pensarono di scavare nella cantina del palazzo alla ricerca di ulteriori tesori nascosti ma il progetto fu presto abbandonato per non far slittare la data di inaugurazione di Via dell'Impero, prevista per il successivo Natale di Roma.
I giornali dell'epoca dedicarono ampio spazio alla vicenda che parzialmente si andava a sovrapporre allo scandalo della Banca Romana: il fatto che parte del denaro fosse stato avvolto in fogli di carta intestata al Banco Bombelli, un istituto di credito fallito in quegli anni e coinvolto nello scandalo, fece ipotizzare la non cristallina provenienza del tesoro accumulato. La stampa azzardò che le monete riconducibili al Banco Bombelli, di conio relativamente recente e risalente al regno di Napoleone III e Umberto I, fossero state affidate al Martinetti dalla banca durante la procedura di fallimento all'incirca nel 1890, per metterle al sicuro dalla confisca da parte dei creditori.

## Ipotesi sul tesoro
Il Martinetti era noto per le "spericolate" acquisizioni di oggetti antichi; tutte le mattine riceveva i contadini e i muratori acquistando da loro gioielli e monete rinvenuti durante i lavori, sottopagandoli con abili sotterfugi. Martinetti fu anche al centro della vicenda legata alla donazione della Fibula prenestina e alla sua ambigua provenienza, nonché implicato nella vendita del Trono di Boston, sospetto falso, probabilmente realizzato da lui stesso, traendo ispirazione dal Trono Ludovisi. Non è noto il motivo per cui Martinetti decise di accumulare e nascondere il tesoro ma non è da escludere che esso costituisse una riserva di oggetti da rivendere sul mercato, attività per la quale l'antiquario era famoso. Altra ipotesi è che i nascondigli servissero a mettere in sicurezza i beni per sottrarli ad occhi indiscreti, abitudine questa per il quale l'uomo era irriso dai colleghi, non fidandosi di banche o istituti di credito. Non è invece verosimile che il tesoro costituisse una semplice collezione, vuoi per l'estrema eterogeneità degli oggetti, vuoi per la presenza di doppioni di numerose monete, caratteristiche queste che mal si sposano con le abitudini dei collezionisti.

## Epilogo
Un gruppo di periti fu nominato nel 1940 dal Regio Tribunale di Roma per redigere un completo inventario del tesoro e stimarne il valore; vista la quantità ed eterogeneità dei preziosi, il lavoro fu lungo e difficile e fu terminato dopo circa un anno. La causa tra gli eredi di Martinetti e il Governatorato di Roma, proprietario dell'immobile espropriato, si protrasse per otto anni; al termine il tesoro fu assegnato dal Tribunale alla Capitale e depositato nel "Medagliere capitolino", che rappresenta la collezione di numismatica dei Musei Capitolini ospitata a Palazzo Clementino, nel 1942.